# Birgit Treiber
Birgit Treiber (n. 26 februarie 1960, Oschatz, Republica Democrată Germană, Germania) este o înotătoare ce a reprezentat Germania, medaliată olimpică. A participat la 2 ediții ale Jocurilor Olimpice (1976, 1980) în care a câștigat două medalii de argint și o medalie de bronz.